# Eucithara diaglypha
Eucithara diaglypha é uma espécie de gastrópode do gênero Eucithara, pertencente à família Mangeliidae.